# Mokhtar Kaoua
 (février 2020).
Si vous disposez d'ouvrages ou d'articles de référence ou si vous connaissez des sites web de qualité traitant du thème abordé ici, merci de compléter l'article en donnant les références utiles à sa vérifiabilité et en les liant à la section « Notes et références ».
Mokhtar Kaoua est un footballeur international algérien né le 24 septembre 1953 à Alger. Il évoluait au poste de milieu de terrain.
Il compte trois sélections en équipe nationale entre 1975 et 1976.

## Biographie
Formé au RC Kouba, il réalise l'intégralité de sa carrière dans son club formateur.
Il joue au RC Kouba de 1974 à 1982.
Il débute en équipe nationale le 31 août 1975, sous la direction de Rachid Mekhloufi.

## Palmarès
- Champion d'Algérie en 1981 avec le RC Kouba.
- Vice-champion d'Algérie en 1975 avec le RC Kouba.
- Médaille d'Or des Jeux méditerranéens 1975 à Alger avec l'Équipe d'Algérie